# 223 (numero)
Duecentoventitré (223) è il numero naturale dopo il 222 e prima del 224.

## Proprietà matematiche
- È un numero dispari.
- È un numero difettivo.
- È un numero primo, il 48º.
- È un primo di Gauss, un primo lungo, un primo forte e un primo fortunato[1].
- È un primo sexy con 229.
- È un numero primo troncabile a sinistra.
- È il quarto numero di Carol[2] ed il terzo ad essere primo.
- È un numero 37-gonale centrato.
- È un numero odioso.
- È un numero strettamente non palindromo.
- Può essere espresso come la somma di tre primi consecutivi (223=71+73+79) o di sette primi consecutivi (223=19+23+29+31+37+41+43).
- È il più piccolo numero che richiede 37 quinte potenze per la sua rappresentazione di Waring.
- M(223) = 3, un valore insolitamente alto.[3]
- È parte della terna pitagorica (223, 24864, 24865).
- È un numero fortunato.
- È un numero congruente.

## Astronomia
- 223P/Skiff è una cometa periodica del sistema solare.
- 223 è la somma delle orbite lunari sinodiche al termine delle quali si ripetono le stesse eclissi lunari e solari; questo fenomeno celeste è chiamato ciclo di saros.
- 223 Rosa è un asteroide della fascia principale del sistema solare.

## Astronautica
- Cosmos 223 è un satellite artificiale russo.

## Altri ambiti
- L'additivo alimentare E223 è il conservante metabisolfito di sodio.
- +223 è il prefisso telefonico internazionale del Mali.